# Friedrich Bauer (Verwaltungsjurist, 1876)
Friedrich Bauer (* 30. März 1876 in Frankfurt am Main; † 6. November 1930 in Liedolsheim) war ein deutscher Verwaltungsjurist.

## Leben
Als Sohn eines Pfarrers besuchte Friedrich Bauer bis 1894 das Städtische Gymnasium in Frankfurt und studierte anschließend bis 1900 Jura in Heidelberg, Berlin und Freiburg im Breisgau. Von 1900 bis 1903 war er Rechtspraktikant an verschiedenen Einrichtungen, von 1903 bis 1906 dann Referendar am Bezirksamt Überlingen. Von 1906 bis 1918 arbeitete er in den Bezirksämtern Säckingen, Pforzheim, Rastatt, Mosbach und Sinsheim und stieg dabei vom Regierungsassessor zum Oberamtmann auf, bevor er 1918 zweiter Beamter am Bezirksamt Mannheim wurde. Von 1920 bis 1927 bekleidete er dann das Amt des Oberamtmanns und Amtsvorstands des Bezirksamts Pfullendorf, 1924 erhielt er den Titel Landrat. Am Ende seiner Laufbahn wurde er noch für drei Jahre – von 1927 bis 1930 – Regierungsrat und nachgeordneter Beamter im Bezirksamt Karlsruhe. 